# Луки долин та передгір'їв Монтани
Луки долин та передгір'їв Монтани (ідентифікатор WWF: NA0808) — неарктичний екорегіон помірних луків, саван і чагарників, розташований на півдні Канади та на північному заході США.

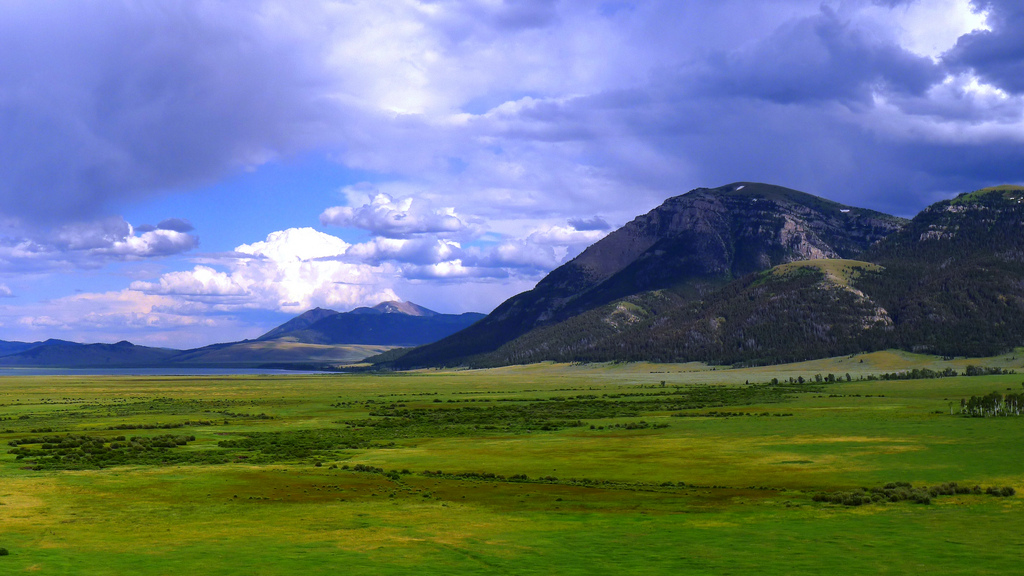
Ландшафт Столітньої долини

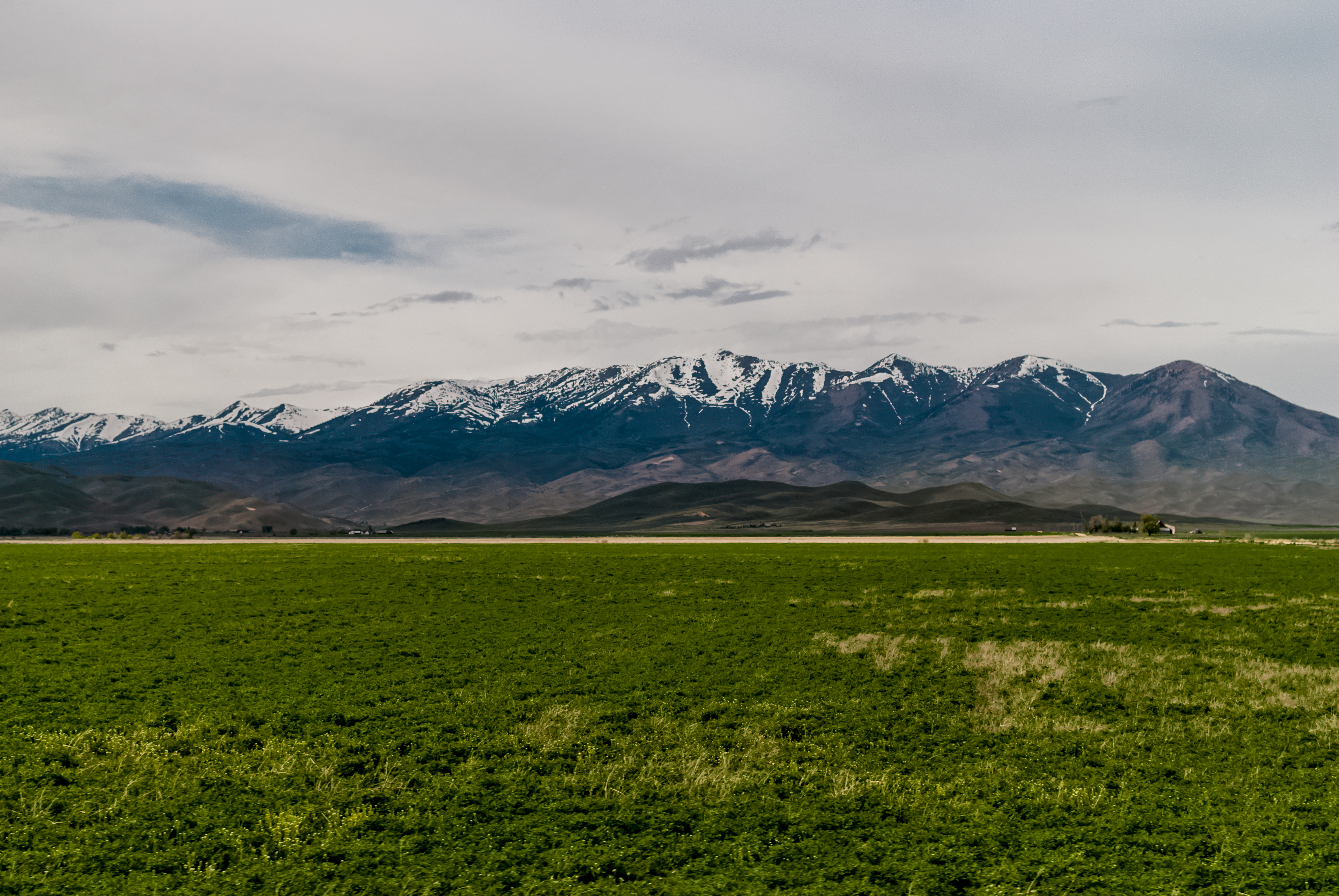
Підніжжя Скелястих гір в штаті Монтана

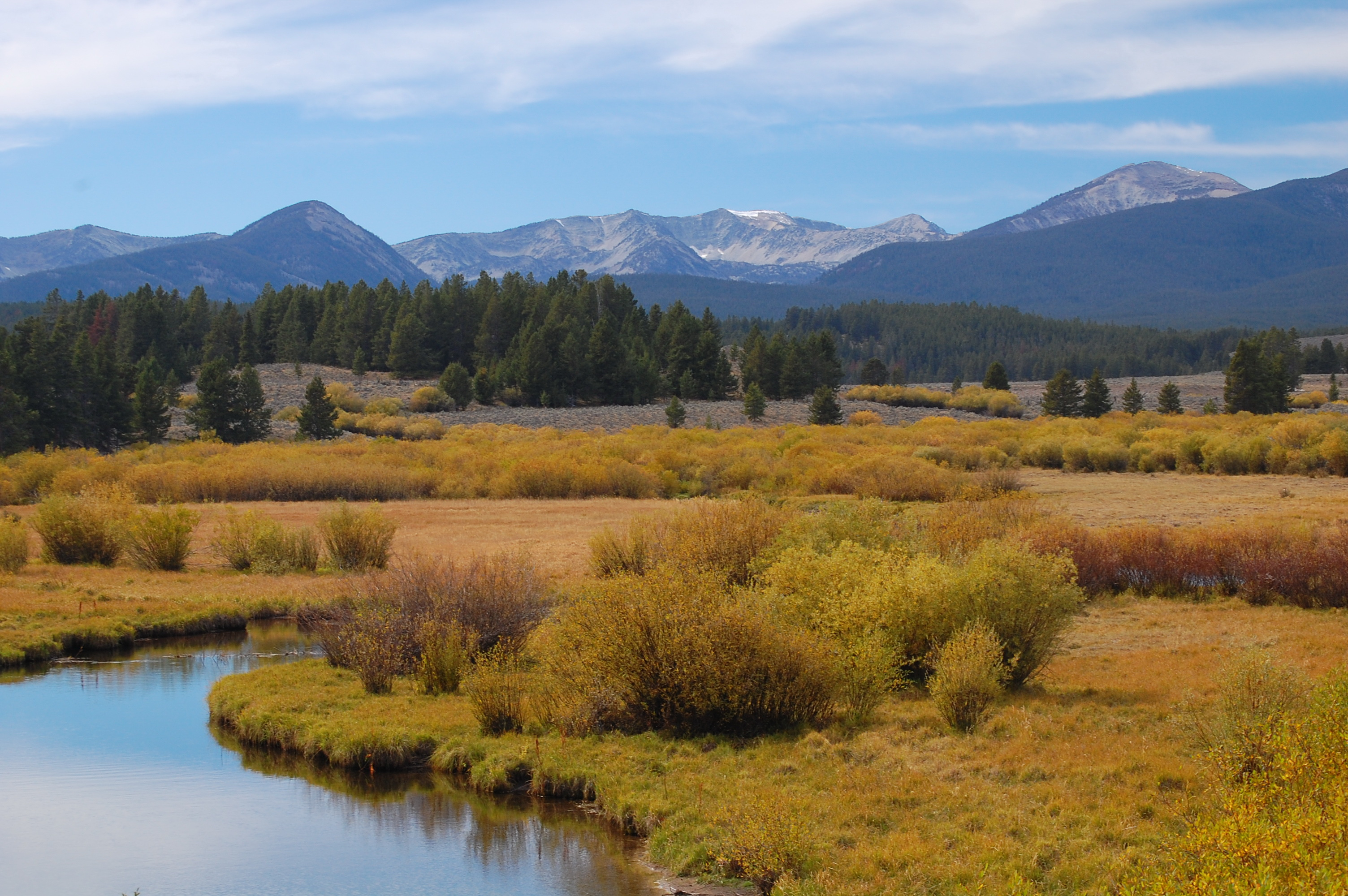
Долина річки Біг-Хол (річка)

## Географія
Екорегіон луків долин та передгір'їв Монтани простягається вздовж східних передгір'їв Скелястих гір, від околиць Калгарі в канадський провінції Альберта через Монтану на південь до кордону з Айдахо та до північних передгір'їв гір Бігхорн біля кордону з Вайомінгом. Він охоплює глибокі річкові долини та передгір'я фронту Скелястих гір, де стрімкі гірські схили переходять у Великі рівнини. Крім того, він включає кілька ізольованих гірських хребтів в Центральній Монтані, зокрема гори Хайвуд та Берс-Пау, пагорби Світ-Грасс, Великі Сніжні гори та Малі Скелясті гори.
Через територію екорегіону проходить Континентальний американський вододіл. Східна частина регіону лежить в басейні Міссурі, найдовшої річки Північної Америки, верхів'я якої розташовані в цьому екорегіоні. Річка Міссурі є найбільшою притокою Міссісіпі, яка впадає у Мексиканську затоку Атлантичного океану. Західна частина регіону лежить у басейнах річок Кларк-Форк та Біттеррут, які є частиною басейну річки Колумбія, що впадає у Тихий океан. Північна частина екорегіону лежить у басейнах річок Олдман та Боу, які є частиною басейну Саскачевану, а той — басейну Гудзонової затоки у Північному Льодовитому океані.
На півночі луки екорегіону переходять у осикові ліси та лісостепи Канади, на північному сході — у північні мішані прерії, на сході — у північні низькотравні прерії, на заході — у ліси півночі Центральних Скелястих гір, а на півдні — у ліси півдня Центральних Скелястих гір.

## Клімат
В долинах та передгір'ях екорегіону переважає вологий континентальний клімат (Dfb або Dfa за класифікацією кліматів Кеппена), який характеризується теплим сухим літом та м'якою зимою, а у найбільш посушливих районах — напівпустельний клімат (BSk за класифікацією Кеппена). Середньорічна температура в екорегіоні становить 3,5 °C, середня літня температура — 14 °C, а середня зимова температура — -8 °C. Середньорічна кількість опадів тут становить приблизно 425 мм. Взимку в передгір'ях Скелястих гір часто дме теплий вітер чинук.

## Флора
Основними рослинними угрупованнями екорегіону є луки, на яких переважають лучні костриці (Festuca campestris), середні дантонії (Danthonia intermedia), великоцвіті кипці (Koeleria macrantha) та різні види пирійників (Elymus spp.). Також тут зростає багате різнотрав'я, зокрема вісконсинські журавці (Geranium viscosissimum), різні види підмаренників (Galium spp.) та термопсисів (Thermopsis spp.). У вологих районах зустрічаються чагарники, а на більш сухих ділянках — голко-ниткова ковила (Hesperostipa comata). Дерева зустрічаються лише у захищених місцевостях уздовж водних шляхів.
Високі міжгірські долини на південному заході Монтани, зокрема долини річок Медісон, Рубі та Ред-Рок, підтримують полинові степи, у яких домінують чагарники полину (Artemisia spp.). Напівпустельні умови у цих долинах, викликані яскраво вираженим ефектом дощової тіні та великою висотою, подібні до умов, що спостерігаються в екорегіоні чагарникового степу Снейку та Колумбії. Однак, у той час, які інші частини екорегіону також лежать у дощовій тіні, низька висота, більша загальна кількість опадів та особливості ґрунту перешкоджають росту полину на решті екорегіону. Уздовж фронту Скелястих гір зустрічаються численні льодовикові вибоїни, які містять великі водно-болотні угіддя та утворюють набагато більш мезофільні умови, ніж у високих долинах.
Загалом флористичне різноманіття екорегіону є відносно високим. Так, у Столітній долині, розташованій на захід від Єллоустоунського національного парку, зустрічається 487 видів рослин. Інтенсивний випас травоїдних тварин, передусім американських бізонів (Bison bison), історично виступав важливими фактором, який підтримував луки регіону. Частиною природного режиму порушень також були періодичні пожежі.

## Фауна
Історично на луках регіону паслися великі стада рівнинних бізонів (Bison bison bison), гірських вапіті (Cervus canadensis nelsoni) та товсторогів (Ovis canadensis), які спостерігалися під час експедиції Льюїса і Кларка на початку XIX століття, однак наразі цих тварин в екорегіоні залишилося небагато. Серед більш поширених в регіоні тварин слід відзначити чорнохвостого оленя (Odocoileus hemionus), білохвостого оленя (Odocoileus virginianus) та вилорога (Antilocapra americana). На берегах річок поширені канадські бобри (Castor canadensis), канадські видри (Lontra canadensis), річкові візони (Neogale vison) та болотяні ондатри (Ondatra zibethicus).
Серед гризунів та інших дрібних ссавців, що зустрічаються в долинах та передгір'ях Монтани й Альберти, слід відзначити тринадцятисмугого ховраха (Ictidomys tridecemlineatus), колумбійського ховраха (Urocitellus columbianus), ховраха Річардсона (Urocitellus richardsonii), вайомінгського ховраха (Urocitellus elegans), білочереву коникоїдку (Onychomys leucogaster), полинову строкатку (Lemmiscus curtatus), північного гоферчика (Thomomys talpoides), айдахського гоферчика (Thomomys idahoensis), жовточеревого бабака (Marmota flaviventris), малого бурундука (Neotamias minimus), канадського голкошерста (Erethizon dorsatum), великовухого зайця (Lepus californicus), білохвостого зайця (Lepus townsendii), гірського кролика (Sylvilagus nuttallii) та айдахського кролика (Brachylagus idahoensis). 
Серед великих хижаків, поширених в регіоні, слід відзначити барибала (Ursus americanus), північноамериканську пуму (Puma concolor couguar) та руду рись (Lynx rufus), а серед дрібніших хижих ссавців — койота (Canis latrans), звичайну лисицю (Vulpes vulpes), довгохвосту ласицю (Neogale frenata), американського борсука (Taxidea taxus), смугастого скунса (Mephitis mephitis) та звичайного ракуна (Procyon lotor). Зі Скелястих гір у передгір'я спускаються ведмеді гризлі (Ursus arctos horribilis), які шукають їжу у багатих річкових долинах. Екорегіон є єдиним місцем в США, де гризлі продовжують зустрічатися на рівнинах.
Серед поширених в екорегіоні птахів слід відзначити гострохвостого тетерука (Centrocercus urophasianus), манітобського тетерука (Tympanuchus phasianellus), американського орябка (Bonasa umbellus), великого індика (Meleagris gallopavo), американського боривітра (Falco sparverius), прерієвого канюка (Buteo swainsoni), прерієвого сокола (Falco mexicanus), американського сича (Athene cunicularia), білогорлого серпокрильця (Aeronautes saxatalis), рубіновогорлого колібрі (Archilochus colubris), канадську сороку (Pica hudsonia), західного тирана (Tyrannus verticalis), рогатого жайворонка (Eremophila alpestris), прерієвого багновця (Ammodramus savannarum), польову вівсянку (Pooecetes gramineus), саванову вівсянку (Passerculus sandwichensis), західного шпаркоса (Sturnella neglecta) та прерієвого подорожника (Rhynchophanes mccownii). У Столітній долині зустрічаються великі гніздові популяції лебедів-трубачів (Cygnus buccinator) та канадських журавлів (Antigone canadensis).
Екорегіон підтримує великі популяції рідкісних риб, таких як лосось Кларка (Oncorhynchus clarkii lewisi) та єллоустоунський лосось (Oncorhynchus clarkii bouvieri), а також єдину річкову популяцію сибірських харіусів (Thymallus arcticus) в континентальних США, яка є реліктом льодовикового періоду.

## Збереження
Близько 25 % луків регіону перебувають у незайманому стані (10 % в Канаді), однак їх площа продовжує скорочуватися внаслідок швидкого збільшення населення у регіоні Скелястих гір. Розширення міст як у Монтані, так і в Альберті призводить до знищення природних ландшафтів та до припинення міграцій місцевих видів, таких як гризлі, вапіті та олені. Найбільш інтенсивне освоєння регіону відбувається на південному заході Монтани, зокрема в долині Біттеррут навколо Міссули, в районі на північ від Єллоустонського національного парку вздовж річки Галлатін, зокрема в околицях Бозмена та курортного містечка Біг-Скай, а також вздовж річки Єллоустоун у Райській долині.
В екорегіоні розташоване найбільше та найдорожче сховище токсичних відходів у США, яке перебуває під управлінням Суперфонду. Комплекс сховищ складається з трьох основних ділянок, що простягаються на 190 км уздовж річки Кларк-Форк. Він включає Берклі-Піт, колишній мідний кар'єр діаметром 1 милю, який заповнений водою. Це штучне озеро вважається найтоксичнішим у світі, а його вода є дуже кислою (2,5 pH).
Близько 2,9 % площі екорегіону є заповідними територіями. Природоохоронні території включають: Національний природний заповідник озер Ред-Рок у Столітній долині, Національне ранчо бізонів, а також низку територій дослідження дикої природи, що належать Бюро з управління земельними ресурсами. Серед інших відносно незайманих луків та водно-болотних угідь слід відзначити Болотяний заповідник Пайн-Батт поблизу Чото, частину резервації чорноногих, долину річки Біг-Хол та частину долини річки Медісон.